# 1526
1526. је била проста година.

## Догађаји

### Јануар
- 1. јануар —  Племство Далмације је на сабору у граду Цетину прихватило краља Фердинанда I Хабзбуршког, цара Светог римског царства.

### Август
- 29. август — У бици код Мохача турска војска под командом Сулејмана Величанственог победила је трупе мађарског краља Лудовика II, који се приликом повлачења утопио у реци.

### Датум непознат
- Википедија:Непознат датум — Започео пети Италијански рат познатији као Рат Коњачке лиге.
- Википедија:Непознат датум — Започео Угарски грађански рат (1526—1538)

## Смрти

### Август
- 4. август — Хуан Себастијан Елкано, шпански морепловац
- 29. август — Лајош II Јагелонац, угарски краљ

### Децембар
- Википедија:Непознат датум — Свети Јован Нови Јањински - хришћански светитељ.